# JŽ serija 72
JŽ serija 72 je oznaka tipa ozkotirne tender parne lokomotive.
Parno lokomotivo JŽ 72-018 so Srbske državne železnice kupile leta 1905, nikoli ni vozila po progah v Sloveniji, tudi ne na progi Poljčane - Slovenske Konjice – Zreče.

## Lokomotiva JŽ 72-018
Parna lokomotiva JŽ 72-018 je bila zgrajena leta 1905 v tovarni Krauss & Co München pod tovarniško številko 5398, Božo Rustja napačno navaja proizvajalca Haine Saint Pierre in leto izdelave 1909.  Danes je lokomotiva opremljena s parnim kotlom Forges Usines et Fonderies Haine-Saint-Pierre, kotel ima tovarniško številko 1013, leto izdelavo kotla 1909, inv. št. 344 državne železniške delavnice Sarajevo.

## Zgodovina
Lokomotivo JŽ 72-018 so Srbske državne železnice kupile leta 1905, nikoli ni vozila po progah v Sloveniji. Vendar je to tip lokomotive, ki je identičen lokomotivama JŽ 72-001 in JŽ 72-002, ki sta po II. svetovni vojni na konjiški progi vozili do ukinitve. Nato so ju prepeljali v Bosno in Hercegovino, kjer se je za njima izgubila sled.

## Tehnični podatki
| Oznaka:                   | SDŽ 362 kuk HB IIIc 3155 SHS 11326 , po letu 1933: JŽ 72-018 |
| Količina:                 |                                                              |
| Proizvajalec:             | Krauss & Co München                                          |
| Leto proizvodnje:         | 1905                                                         |
| Izločitev iz prometa:     |                                                              |
| Osna konfiguracija:       | C1t n2v                                                      |
| Medosna razdalja:         |                                                              |
| Dolžina preko odbojnikov: | 8.250 mm                                                     |
| Višina:                   | 3.500 m                                                      |
| Vrsta krmilja:            | Heusinger                                                    |
| Trdi razvoj koles:        |                                                              |
| Popoln premer koles:      | 850 mm                                                       |
| Najmanjši polmer:         |                                                              |
| Delavna teža:             | 30,0 / 22,5 t                                                |
| Teža trenja:              |                                                              |
| Osna obremenitev:         | 6 t                                                          |
| Največja hitrost:         | 35 km/h (30 km/h)                                            |
| Indicirana moč:           | 185 kW                                                       |
| Premer pogonskih koles:   | 850 mm                                                       |
| Premer koles spredaj:     | 680 mm                                                       |
| Premer koles zadaj:       | 850 mm                                                       |
| Število valjev:           |                                                              |
| Premer parnega valja:     | 375/545 mm                                                   |
| Omehčava valjev:          |                                                              |
| Kotlovni pritisk:         | 12 bar max                                                   |
| Število ogrevalnih cevi:  |                                                              |
| Površina grila:           | 0,99 m²                                                      |
| Površina kurjave:         | 60,00 m²                                                     |
| Površina pregrevalnika:   | 24,10 m²                                                     |
| Površina uparjanja:       |                                                              |
| Količina vode:            | 3,20 m³                                                      |
| Količina goriva:          |                                                              |
| Zračna zavora:            | redkozračna Hardy                                            |